# いつも君を想ってる
「いつも君を想ってる」（いつもきみをおもってる）は、日本のシンガーソングライターである杉山清貴の楽曲。
表題曲の「いつも君を想ってる」は、Tom KeaneとJerry Heyがアレンジした「いつも君を想ってる (Tom & Jerry Mix)」として収録されており、ブリストル・マイヤーズ スクイブ「'90 SEA BREEZE」のイメージソングとしてオンエアされ、1990年5月16日にワーナー・パイオニアのembarkレーベルから10枚目のシングルとしてリリースされた。

## リリース
1990年5月16日にワーナー・パイオニアのembarkレーベルから、8cmCDとCTの2形態でリリースされ、プロモーション盤のみ7インチレコードがプレスされた。なお、本作からワーナー・パイオニアに移籍後初のシングルとなった。

## 収録曲
| 全作曲: 杉山清貴。 |                                          |            |            |                                           |      |
| #                  | タイトル                                 | 作詞       | 作曲・編曲 | 編曲                                      | 時間 |
| 1.                 | 「いつも君を想ってる (Tom & Jerry Mix)」 | 青木久美子 | 杉山清貴   | - Tom Keane - ホーン・アレンジ: Jerry Hey | 4:25 |
| 2.                 | 「YOKOHAMA SUNDOWN」                     | 田口俊     | 杉山清貴   | Tom Keane                                 | 5:15 |
| 合計時間:          | 合計時間:                                | 合計時間:  | 合計時間:  | 9:40                                      |      |

| 全作曲: 杉山清貴。 |                                          |            |            |                                           |      |
| #                  | タイトル                                 | 作詞       | 作曲・編曲 | 編曲                                      | 時間 |
| 1.                 | 「いつも君を想ってる (Tom & Jerry Mix)」 | 青木久美子 | 杉山清貴   | - Tom Keane - ホーン・アレンジ: Jerry Hey | 4:25 |
| 2.                 | 「YOKOHAMA SUNDOWN」                     | 田口俊     | 杉山清貴   | Tom Keane                                 | 5:15 |
| 合計時間:          | 合計時間:                                | 合計時間:  | 合計時間:  | 9:40                                      |      |

| 全作曲: 杉山清貴。 |                                                                |           |            |                                           |      |
| #                  | タイトル                                                       | 作詞      | 作曲・編曲 | 編曲                                      | 時間 |
| 1.                 | 「いつも君を想ってる (Tom & Jerry Mix)」(オリジナル・カラオケ) |           | 杉山清貴   | - Tom Keane - ホーン・アレンジ: Jerry Hey | 4:25 |
| 2.                 | 「YOKOHAMA SUNDOWN」(オリジナル・カラオケ)                     |           | 杉山清貴   | Tom Keane                                 | 5:15 |
| 合計時間:          | 合計時間:                                                      | 合計時間: | 9:40       |                                           |      |

| 全作曲: 杉山清貴。 |                                          |            |            |                                           |      |
| #                  | タイトル                                 | 作詞       | 作曲・編曲 | 編曲                                      | 時間 |
| 1.                 | 「いつも君を想ってる (Tom & Jerry Mix)」 | 青木久美子 | 杉山清貴   | - Tom Keane - ホーン・アレンジ: Jerry Hey | 4:25 |
| 合計時間:          | 合計時間:                                | 合計時間:  | 合計時間:  | 4:25                                      |      |

## リリース履歴
| No. | 日付          | レーベル                      | 規格            | 規格品番  | 備考                 |
| --- | ------------- | ----------------------------- | --------------- | --------- | -------------------- |
| 1   | 1990年5月16日 | ワーナー・パイオニア / embark | 8cmCD           | WPDL-4159 |                      |
| 1   | 1990年5月16日 | ワーナー・パイオニア / embark | CT              | WPSL-4159 |                      |
| 1   | 1990年5月16日 | ワーナー・パイオニア / embark | 7インチレコード | LRS-2086  | プロモーション盤のみ |

## タイアップ
| # | 曲名                                     | タイアップ                    | 出典  |
| - | ---------------------------------------- | ----------------------------- | ----- |
| 1 | 「いつも君を想ってる (Tom & Jerry Mix)」 | '90 SEA BREEZE イメージソング | [ 1 ] |